# Joseph von Doblhoff
Joseph (d. Ä.) Freiherr von Doblhoff (* 13. September 1770; † 7. Mai 1831) war ein österreichischer Adliger und Beamter.

## Leben
Joseph von Doblhoff war der zweite Sohn von Anton (I.) Freiherr von Dobelhoff-Dier. Wie sein Vater trat er in den Staatsdienst ein und wurde k. k. Hofrat der Vereinigten Hofkanzlei und war von 1825 bis 1831 Landuntermarschall von Niederösterreich.